# Luxembourg Leaks
Luxembourg Leaks (Lucemburské úniky, někdy označované také jako LuxLeaks nebo Lux Leaks), je finanční skandál, který byl odhalen v listopadu 2014 díky vyšetřování, které zahájilo Mezinárodní konsorcium investigativních novinářů (anglicky ICIJ). Týkal se více než 300 mezinárodních firem, které přesouvaly své zisky přes Lucembursko, aby snížily odvod daní. V některých případech byla efektivní daňová sazba snížená pod 1 %. Z analýzy vyplývá, že Lucembursko nabídlo stovky patronátních prohlášení pro korporace jako PepsiCo, IKEA a FedEx, což jim pomohlo ušetřit stovky miliard amerických dolarů na daních. Tato patronátní prohlášení byla vydána během devatenáctiletého působení bývalého předsedy vlády Luxemburska (20. ledna 1995 – 4. prosince 2013) a předsedy Evropské komise (1. listopadu 2014 – 30. listopadu 2019) Jean-Claude Junckera.
Z právního hlediska přináší tento případ znepokojivý pohled na současnou legalitu, protože žádná firma nebyla potrestána, zatímco whistleblower Antoine Deltour prošel několika soudy, kdy mu prvně hrozilo 12 měsíců vězení spolu s pokutou ve výši 1500 EUR, což se poté snížilo na šestiměsíční vězení se stejnou pokutou a až v lednu 2018 byl trest plně smazán. Jeho kolega a další whistleblower, Raphäel Halet, je stále odsouzený a musí zaplatit pokutu ve výši 1000 EUR. Podle Evropského centra pro svobodu tisku a médií (European Centre for Press and Media Freedom, ECPMF) mají soukromé finanční zájmy firem prioritu před zájmy společnosti.

## Odhalení

### Vlna odhalení od ICIJ
Dne 5. listopadu 2014 Mezinárodní konsorcium investigativních novinářů publikovalo dokumenty LuxLeaks. Osmdesát novinářů z různých médií z celého světa spolupracovalo a přezkoumávalo 548 daňových režimů, které byly vytvořeny pro více než 340 firem za účelem snížení daní. Všechny dokumenty jsou dostupné online v lehce dohledatelných databázích ICIJ a na dalších stránkách. Pokrývají období od roku 2002 do 2010.
Odhalení LuxLeaks mělo celosvětový dopad. ICIJ spolupracovalo s mnoha médii po celém světě, patřilo k nim např. CNBC (USA), CBC (Kanada) a další. ICIJ byla za tuto práci odměněno nejvýznamnější cenou Spojených států za žurnalistiku, George Polk cenou (The George Polk Award) v kategorii Business Reporting v únoru 2015. ICIJ získalo dokonce společně s dalšími médii 2 další ceny na stejném shromáždění. V červnu 2015 bylo ICIJ oceněno za LuxLeaks a SwissLeaks jako “Vyšetřování roku” (Investigation of the year) na Data Journalism Award.

### Lucemburský daňový režim a jeho podstata
LuxLeaks odhalilo lucemburský daňový režim, který byl velmi výhodný pro mezinárodní firmy. Zámořské firmy se začaly usazovat v Lucembursku ve velkém počtu na počátku devadesátých let 20. století, kdy Lucembursko zakomponovalo do svého zákoníku EU směrnici, která dovolovala firmám platit daně v zemi, kde je hlavní sídlo organizace, místo v zemích, kde operují.
Daňové režimy byly navrženy Velkou Čtyřkou (The Big Four – KPMG, EY, PwC, Deloitte) tak, aby zvýhodňovaly tyto firmy, a poté byly schváleny daňovou správou. Obsahovaly také způsoby, jak převést výnosy do Lucemburska. Vnitropodnikové oceňování (Transfer pricing) bylo jedním z mechanismů, který byl použit k realokaci výnosu. Dalším způsobem byly vnitroskupinové půjčky (Intra-group loans), kdy pobočka, která sídlila v zemi, kde je vysoká daň, půjčovala sídlu v Lucembursku za nízký úrok (např. za 1 %). Sídlo pak půjčovalo ostatním pobočkám mimo Lucembursko za vyšší úrok (např. za 9 %). Tím se snižoval daňový základ v pobočkách, které byly v zemích s vysokými daňovými povinnostmi, a převedl se tam, kde byl méně zdaňován.
Mnoho firem má jen symbolické sídlo v Lucembursku, např. až 1 600 firem sídlí na stejné adrese 5, rue Guillaume Kroll, Luxembourg.

### Daňové režimy a jejich legalita
Právoplatnost daňových režimů je nejasná. Přestože existují v mnoha evropských státech, v mnohých případech se jedná o státní výpomoc, která může ovlivnit soutěživost trhu. Generální ředitelství Evropské komise pro hospodářskou soutěž (anglicky Directorate-General for Competition, DG COMP) zahájilo několik vyšetřování v této souvislosti. Vyšetřování bylo zahájeno v červenci 2014 a v říjnu 2015 došlo k závěru, že daňové režimy pro Fiat Finance and Trade v Lucembursku a pro Starbucks v Nizozemí jsou nelegální státní pomocí. Na tiskové konferenci Evropské komise pro soutěživost Margrethe Vestagerová potvrdila, že použili informace z LuxLeaks jako tržní informace.
Dalším vyšetřovaným se stal McDonald, který od prosince 2015 čelil obvinění, že se vyhýbal daňové povinnosti od roku 2009 v Evropě a v Rusku díky dvojímu daňovému režimu. Aby se vyhnul dalšímu vyšetřování, přesunul v prosinci roku 2016 McDonald svojí daňovou povinnost z Lucemburska do Velké Británie. Mezi dalšími případy vyšetřování Evropské komise pro generální ředitelství pro hospodářskou soutěž byl Amazon, DG-Suez (nyní Engie) a potenciálně IKEA.
Belgický daňový režim, který byl ustanoven roku 2005, byl dne 11. ledna 2016 označen za ilegální Evropskou komisí. Následkem tohoto označení byly 35 velkým mezinárodní firmám, které získaly výhody díky tomuto režimu, vyměřeny daně, které by měly dosahovat výše 700 miliónů eur.

## Dopady LuxLeaks
Jean-Claude Juncker, v té době nově jmenovaný prezident Evropské komise, čelil velkému tlaku, protože většina daňových režimů byla ustanovena za doby, kdy byl v čele vlády Lucemburska. Lucemburský ministr financí od roku 2013, Pierre Gramegna, popsal únik jako nejhorší útok na Lucembursko, který zažil. Díky LuxLeaks byly také zahájeny debaty ohledně vyhýbání se daňovým povinnostem v Lucembursku a v dalších státech.

## LuxLeaks whistlebloweři a jejich soudní řízení
Podle ICIJ pocházely dokumenty, které byly použity, od zaměstnanců či bývalých zaměstnanců poboček Velké čtyřky (KPMG, EY, PwC, Deloitte).
Mezi prosincem 2014 a dubnem 2015 byli identifikováni tři lidé jako zdroj informací vzhledem k LuxLeaks a čelili soudním řízením. Žádná z mezinárodních firem díky dosavadní legalitě daňových režimů soudnímu řízení nečelila.

### Antoine Deltour
Dne 12. prosince 2014 bylo podáno trestní oznámení ohledně krádeže tajných informací a obchodních tajemství, praní peněz a podvodu vůči bývalému zaměstnanci. O dva dny později oznámil Anotine Deltour, 28letý Francouz, svojí identitu a potvrdil, že při krádeži informací jednal ve společném dobru a ne kvůli finanční odměně. Také potvrdil, že dokumenty, které ukradl, nebyly chráněné, nenaboural se do jiného systému a nedostal se do styku s ICIJ.
Státní zastupitel navrhoval 18 měsíců vězení spolu s peněžním trestem. Dne 29. června bylo vyneseno rozhodnutí, že Antoine Deltour je odsouzen k 12 měsícům vězení a 1500 eurům peněžního trestu. Po prvním odvolání byl v březnu 2017 odsouzen k 6 měsícům vězení a stejné částce peněžního trestu. Až v lednu 2018 byl od svého trestu plně osvobozen Luxemburským soudem.